# Klaus Daubertshäuser
Klaus Daubertshäuser (* 16. Oktober 1943 in Krofdorf-Gleiberg; † 9. Juni 2008 ebenda) war ein deutscher Politiker (SPD) und Bahnmanager. Dem Deutschen Bundestag gehörte er von 1976 bis 1994, dem Vorstand der Deutschen Bahn AG von 1994 bis Ende 2005 an. 

## Ausbildung und Beruf
Nach einer Lehre zum Industriekaufmann bei Rinn & Cloos wurde er dort Vorstandsassistent. 1973 ging er als Ministerialreferent nach Wiesbaden.

## Politik
1968 wurde er für die SPD in die Gemeindevertretung gewählt und übernahm dort auch den Fraktionsvorsitz. Nach seiner Wahl in den  Wetzlarer Kreistag wurde er 1972 auch dort Fraktionsvorsitzender.  1976 wurde er  Mitglied des Deutschen Bundestages, 1980 verkehrspolitischer Sprecher seiner Fraktion und 1983 Mitglied im Fraktionsvorstand. Als Direktkandidat vertrat er viermal den Wahlkreis (damalige Wahlkreisnummer 132 bzw. 130) Lahn-Dill, Biebertal und Wettenberg und einmal wurde er über die Landesliste Hessen gewählt. Im November 1994 schied er aus dem Bundestag aus.

## Bahn
Von 1988 bis 1993 war Daubertshäuser Mitglied im Verwaltungsrat der Deutschen Bundesbahn. Ab 1991 bis 1993 war er zugleich Mitglied des Verwaltungsrates der Deutschen Reichsbahn, seit dem 1. Juli 1994 Mitglied des Vorstands der Deutschen Bahn AG. Bis zum 31. März 2000 war er für den Bereich Personennahverkehr verantwortlich und zugleich ab 1. Juli 1999  Vorsitzender des Vorstands der DB Regio AG. Danach war er bis zu seinem gesundheitsbedingten Ausscheiden Ende 2005 Vorstandsmitglied für den Bereich Marketing und politische Beziehungen. Otto Wiesheu wurde sein Nachfolger.

## Privates
Daubertshäuser war verheiratet und Vater dreier Kinder. Er starb im Alter von 64 Jahren an den Folgen einer Hirnblutung.

## Ehrungen
- 1986: Verdienstkreuz 1. Klasse der Bundesrepublik Deutschland